# مصطفی ترابی‌پور
مصطفی ترابی‌پور سرتیپ ارتش جمهوری اسلامی ایران است، که در فاصله سالهای ۱۳۷۷ تا ۱۳۷۹ ریاست ستاد مشترک ارتش را برعهده داشت و از ۱۳۷۹ تا ۱۳۸۰ به‌عنوان دومین جانشین فرمانده کل ارتش ایران فعالیت می‌کرد.
ترابی‌پور در خلال جنگ ایران و عراق از فرماندهان نیروی زمینی ارتش بود. وی در زمان ریاست بر سازمان حفاظت اطلاعات ارتش از دخالت اعضای غیرنظامی فعال در حفاظت اطلاعات ارتش در امور ارتش جلوگیری می‌کرد.